# Greta Bohacek
Greta Bohacek (* 23. Mai 2000) ist eine deutsche Schauspielerin.

## Filmografie (Auswahl)
- 2010: Carlotta und die Wolke
- 2010: Das Schwein (Kurzfilm)
- 2011: Hotel Lux
- 2011: Wer wenn nicht wir
- 2013: About:Kate (Fernsehserie, 13 Folgen)
- 2013: Doc meets Dorf (Fernsehserie)
- 2014: Keine Zeit für Träume (Fernsehfilm)
- 2014: Neufeld, mitkommen! (Fernsehfilm)
- 2014: In aller Freundschaft (Fernsehserie, Folge Annäherungsversuche)
- 2015: Winnetous Sohn
- 2016: Biester (Kurzfilm)
- 2016: Freddy/Eddy
- 2016: Das weiße Kaninchen
- 2016: Dr. Klein (Fernsehserie, Folge Mut)
- 2017: Charité (Fernsehserie, 2 Folgen)
- 2017: Großstadtrevier (Fernsehserie, Folge Die Wölfin)
- 2019: Der Lehrer  (Fernsehserie, Folge … weil Dummheit nicht lustig ist, sondern traurig)
- 2020: In aller Freundschaft – Die jungen Ärzte (Fernsehserie, Folge Zufall und Planung)
- 2020: Fritzie – Der Himmel muss warten
- 2020: Die Chefin (Fernsehserie, Folge Kaltblütig)
- 2020: Morden im Norden (Fernsehserie, Folge Aus gutem Hause)
- 2021: In aller Freundschaft (Fernsehserie, Folgen Wennschon – Dennschon, Versägt)
- 2021: A Pure Place
- 2022: Tatort: Spur des Blutes (Fernsehreihe)
- 2022: SOKO Potsdam (Fernsehserie, Folge Romy und Julian)
- 2023: SOKO Leipzig (Fernsehserie, Folge Hör mir zu)